# 万安山
万安山（又名玉泉山、石林山）位于河南省洛阳市伊川县和偃师市交界处，与嵩山遥遥相望。万安山的海拔达937.3米。万安山的山顶有白龙王庙、西祖师庙和玉泉寺等历史建筑。山麓还有水泉石窟和范仲淹墓地等文化古迹。